# I due Vorkosigan
I due Vorkosigan è un romanzo di fantascienza della scrittrice statunitense Lois McMaster Bujold. Pubblicato nel 1994 e vincitore del premio Hugo per il miglior romanzo, fa parte del ciclo dei Vor.
Il protagonista del romanzo è Mark Vorkosigan, fratello (clone genetico) di Miles Vorkosigan.

## Trama
Mark Vorkosigan, spacciandosi per suo fratello Miles Vorkosigan anche noto come Ammiraglio Naismith, si impadronisce di una delle navi spaziali della sua flotta e di alcuni dei mercenari Dendarii, sfruttando il fatto di essere praticamente indistinguibile rispetto al fratello, da cui era stato clonato da un gruppo di terroristi.
Mark si mette alla guida dell'equipaggio verso il Gruppo Jackson, pianeta privo di governo di cui Grandi Case e Case Minori si contendono la supremazia portando avanti affari spesso illeciti. Qui la missione che Mark assegna ai Dendarii è di liberare un gruppo di cloni dal brefotrofio di Casa Bharaputra, che alleva questi per trapiantare nei loro corpi il cervello di uomini facoltosi, che si garantiscono così una seconda vita quando il loro corpo naturale non è più utilizzabile.
A causa dell'inettitudine al comando di Mark il salvataggio però fallisce e l'armata si trova a mal partito, asserragliata nell'edificio che dovevano liberare, circondata dalle guardie di Vasa Luigi, barone di Casa Bharaputra.
Venuto a conoscenza dell'accaduto, Miles Naismith si precipita ad attaccare il brefotrofio con alcuni Dendarii per mettere in salvo il fratello e l'equipaggio; durante l'attacco, tuttavia, l'ammiraglio, colpito da un proiettile, muore e viene deposto in una criocamera, in modo da essere riportato in vita una volta terminato l'assalto. Grazie all'arrivo della squadra di Miles il commando riesce comunque a riorganizzarsi e fuggire dal brefotrofio, ma, nella concitazione della fuga, la criocamera contenente la salma dell'ammiraglio viene perduta.
Quando i Dendarii si rendono conto della perdita è troppo tardi per tornare indietro. Decidono quindi di fuggire dal pianeta e riprendere le ricerche una volta al sicuro. Arrivati su Barrayar, sarà proprio grazie all'intelligenza di Mark che riusciranno a ritrovare l'ammiraglio.

## Edizioni
- Lois McMaster Bujold, Mirror Dance, The Easton press, 1994.
- Lois McMaster Bujold, I due Vorkosigan, Cosmo. I classici della fantascienza n° 146, Editrice Nord, 1995.

- Lois McMaster Bujold, Traduzione di Gianluigi Zuddas, I due Vorkosigan, Urania Collezione n° 108, Arnoldo Mondadori Editore, gennaio 2012,  p. 517.